# Oooh So Good 'n Blues
Oooh So Good 'n Blues es el sexto álbum de estudio del músico estadounidense Taj Mahal. Fue publicado en noviembre de 1973 a través de Columbia Records.

## Recepción de la crítica
Un escritor no especificado de la revista Cash Box escribió: “Taj siempre ha sido uno de los músicos más sinceros y dedicados que existen y su nuevo LP refuerza esta imagen de manera bastante poderosa. La precisión y el sentimiento de Taj nunca se han manifestado de manera tan conmovedora como en esta conmovedora selección de ocho canciones. «Buck Dancer's Choice» es una canción inquietantemente melódica de raíces africanas, mientras que «Teacup's Jazzy Blues Tune» es solo eso, un blues sofisticado y divagante con matices de jazz. La carne del álbum se encuentra en las increíbles interpretaciones de «Dust My Broom», «Little Red Hen», «Built for Comfort» y «Frankie and Albert», que presentan toda la riqueza de la voz de Taj y su súper guitarra slide”. Un escritor no especificado de la revista Record World comentó: “La intensa honestidad y autenticidad de la música de Taj Mahal llama la atención de sus fans como un faro en la niebla. El último álbum rinde homenaje a las formas del verdadero blues con una mezcla de clásicos y melodías de Taj. El excelente trabajo instrumental se une a las increíbles voces de The Pointer Sisters”.
En su reseña inicial del álbum, Stephen Hersh de Ann Arbor Sun escribió: “Taj Mahal se ha ido alejando de las bandas eléctricas y haciéndose con arreglos simples, ya sea solo con su guitarra y voz, o con un par de otros instrumentos acústicos y voces además. Esto es lo que usa en Oooh So Good 'n Blues. Algunas de las canciones del álbum brillan como luces. Eso demuestra que puede hacer buena música con estos arreglos ordenados. Pero algunos de los cortes fracasan porque suenan planos y sin inspiración”.

## Lista de canciones
Todas las canciones escritas y compuestas por Taj Mahal, excepto donde esta anotado. 
| Lado uno |                                                      |          |  |
| N.º      | Título                                               | Duración |  |
| 1.       | «Buck Dancer's Choice» (tradicional, arr. por Mahal) | 3:10     |  |
| 2.       | «Little Red Men»                                     | 3:51     |  |
| 3.       | «Oh Mama Don't You Know»                             | 6:09     |  |
| 4.       | «Frankie and Johnny» (Mississippi John Hurt)         | 3:57     |  |

| Lado dos |                                    |          |  |
| N.º      | Título                             | Duración |  |
| 1.       | «Railroad Bill» (John Work)        | 2:47     |  |
| 2.       | «Dust My Broom» (Elmore James)     | 4:30     |  |
| 3.       | «Built for Comfort» (Willie Dixon) | 4:57     |  |
| 4.       | «Teacup's Jazzy Blues Tune»        | 4:00     |  |

## Posicionamiento

### Gráfica semanal
| Gráfica (1973)                            | Pico de posición |
| ----------------------------------------- | ---------------- |
| Estados Unidos (Billboard Top LPs & Tape) | 190              |
| Estados Unidos (Billboard Jazz LPs)       | 22               |

### Gráfica de fin de año
| Gráfica (1974)                      | Pico de posición |
| ----------------------------------- | ---------------- |
| Estados Unidos (Billboard Jazz LPs) | 40               |